# Municipio de Nicolás Ruiz
El municipio de Nicolás Ruíz es un municipio de Chiapas, que se ubica al centro del estado mexicano. Su cabecera municipal es la localidad del mismo nombre.  Forma parte de la región administrativa I centro. Recibe su nombre en honor al político Nicolás Ruíz Maldonado.  
Colinda al norte con el municipio de Totolapa, al sur, este y oeste con Venustiano Carranza.

## Historia
NICOLAS RUÍZ FUE FUNDADA por tzeltales de Villa de Teopisca (hoy Teopisca), una ciudad pequeña a 35 kilómetros al sur de la capital colonial de Ciudad Real (hoy San Cristóbal de Las Casas) de la provincia de Chiapa, una dependencia colonial de Santiago de Guatemala. Los documentos originales que avalan la propiedad de la tierra y los de compraventa, llamados “Títulos Primordiales”, todavía existen, asentando que las tierras de las haciendas de San Diego y San Lázaro fueron compradas por los “naturales” de Teopisca en 1734 a la familia Coutiño, formada por terratenientes y ganaderos de la región.
La fracción de la tierra que conformaba la hacienda San Lázaro fue medida y comprada a la corona española a nombre de Catalina Ballinas en 1656. Unos años después, su hija, Anna Ordúnez de Villaquixan, estableció una capellanía de rezos con cien pesos de principal, para el terreno conocido como hacienda San Diego aparentemente habiéndolo heredado de su madre. La familia Coutiño tomo posesión de la tierra mediante el matrimonio de Diego de Coutiño con Francisca Ysidro de Trujillo, hija de Anna Ordúñez de Villaquixan, y nieta de Catalina Ballinas. Diego de Coutiño y su esposa heredaron las propiedades de San Diego y San Lázaro por la línea materna de doña Francisca.
Al parecer, las tierras no estaban ocupadas por indios cuando fueron compradas a la corona, ni durante el periodo en que pertenecieron a la familia Coutiño. Lisbona (1992) hace referencia al establecimiento de haciendas por parte de los Coutiño en la tierra de los extintos indios de Ostuta pero la afirmación parece estar en contradicción con lo que establecen documentos en posesión de Nicolas Ruíz, los cuales refieren la compra de un terreno llamado El Agua Caliente que hicieron los de Teopisca a la gente de Ostuta entre 1699 y 1701. Obviamente, el pueblo de Ostuta no estaba extinto en 1656 si todavía vendía terrenos al final del siglo. Renard (1998), siguiendo a Morales (1977), afirma que Ostuta aún estaba habitado en 1767, pero que la corona española comenzó a medir y vender sus tierras en 1655 aparentemente la primera fue la venta de San Lázaro a Catalina Ballinas y su esposo Alonso Ordúñez de Villaquixan en 1656.
De cualquier forma, los indios de Teopisca ocuparon tierra circunvecina a las propiedades de la hacienda probablemente la de El Agua Caliente que compraron a los de Ostuta y en varias ocasiones cen 1699, 1702 y 1707 solicitaron amparos de las autoridades coloniales en contra de los Coutiño, quienes buscaban ampliar sus haciendas a costa de los indios. Por ejemplo, en 1702 Pedro de Coutiño (el hijo de don Diego) recibió los títulos de 20 caballerías ocupadas por "los indígenas de Teopisca", lo cual fue sometido a juicio y los indios eventualmente recibieron un amparo contra esta titulación en noviembre de 1707.
En 1734, la comunidad de Teopisca compro las haciendas de San Diego y San Lázaro a la viuda de Pedro Coutiño, doña Ana Paz y Quiñones. Los documentos nombran también a sus hijos, Joseph, Antonio y Francisca Coutiño Paz, y a su yerno don Francisco Landero, quienes habían heredado las haciendas después de la muerte de don Pedro. La suma total de la compra fue de 1,680 pesos.9 Este terreno era muy grande las escrituras originales hablan de que iba desde Acala en el oeste hasta San Bartolomé en el este y al sur hasta Teopisca y Amatenango en el norte. Veinticinco familias de Villa de Teopisca ocupaban la tierra y formaban una comunidad rural llamada hacienda San Diego, o simplemente San Diego.

## Extensión

Nicolás Ruíz en Chiapas.

Representa el 0.18% de la superficie estatal.

## Localidades principales
Nicolás Ruíz, Guapinol, El Potrero

## Clima
El clima es cálido subhúmedo con lluvias en verano, presenta una temperatura media anual de 25 °C.

## Vegetación
Selva baja caducifolia.

## Tradiciones
Como parte de sus tradiciones y festividades, hombres y mujeres caminan ocho leguas, llevando la cruz de su parroquia a Totolapa para celebrar a la Virgen de la Asunción a San Dionisio, donde son agasajados con singulares rituales de cortesías y comilonas que prácticamente duran tres días.